# Reza Shah-Kazemi
Seyyed  Reza Shah-Kazemi (* 1960)  ist ein Islamwissenschaftler und Autor im Vereinigten Königreich. Er forscht am Institute of Ismaili Studies in London. Sein Arbeitsschwerpunkt bildet vergleichender Mystizismus, insbesondere im Sufismus und Schiitentum.

## Leben
Er ist Managing Editor der Encyclopaedia Islamica, der englischen Übersetzung und Ausgabe der im Erscheinen begriffenen mehrbändigen persischen Großen Islamischen Enzyklopädie (دائرةالمعارف بزرگ اسلامی / Da’irat al-Ma’arif-i Buzurg-i Islami).
Er war einer der 138 Unterzeichner des offenen Briefes Ein gemeinsames Wort zwischen Uns und Euch (englisch A Common Word Between Us & You), den Persönlichkeiten des Islam an „Führer christlicher Kirchen überall“ (englisch: „Leaders of Christian Churches, everywhere …“) sandten (13. Oktober 2007).
2009 wurde er in der Liste der 500 einflussreichsten Muslime des Prinz-al-Walid-bin-Talal-Zentrums für muslimisch-christliche Verständigung der Georgetown University und des Royal Islamic Strategic Studies Centre von Jordanien aufgeführt.

## Werke (Auswahl)
- Common ground between Islam & Buddhism
- Paths to Transendence
- The Other in the Light of the One: The Universality of the Qur’an and Interfaith Dialogue